# 白木愛奈
白木 愛奈（しらき まな、1998年8月14日 - ）は、静岡朝日テレビ（SATV）のアナウンサー。

## 来歴
東京都練馬区大泉学園出身。筑波大学附属小学校、筑波大学附属中学校・高等学校、慶應義塾大学法学部法律学科卒業。
大学在学中の2018年、準ミス慶應に選出される。同年、「新橋こいち祭り・ゆかた美人コンテスト」で準グランプリを獲得。その後、セント・フォーススプラウトに所属した。
2021年4月、静岡朝日テレビに入社。入社3日目にして、新番組『とびっきり!サンデー』→『とびっきり!しずおか 日曜版』』のスタジオ出演、コーナー、天気の担当に抜擢される。
2024年10月25日、Instagramで気象予報士に合格したことを報告。

## 人物[1][8]
趣味はギターの弾き語り、サッカー、漫画。
中学の時は陸上競技部、高校では女子サッカー部、大学ではフットサルサークルに所属していた。
学生時代はバンド活動をしていた（高校途中からマキシマムザホルモンのコピーバンド）。
『東大王』（TBSテレビ）に出演していた鈴木光は中学・高校の同級生。
高校では女子サッカー部に所属し、キャプテンを務めた。同高校のサッカー部出身である影山優佳（日向坂46）とも親しい。

## 担当番組
- とびっきり!しずおか  (2025年4月～水曜,木曜 サブMC)
- とびっきり!しずおか 日曜版[10]　MC（2023年4月～　前番組とびっきり!サンデーから名称変更）
- SATVニュース
- スポーツパラダイス ,MC〈2025年4月4日～）[11]

## 過去の担当番組
- とびっきり!サンデー